# 杉野遥亮
杉野 遥亮（すぎの ようすけ、1995年〈平成7年〉9月18日 - ）は、日本の俳優、ファッションモデル、歌手。千葉県八千代市出身。トップコート所属。

## 経歴
- 2015年、第12回FINEBOYS専属モデルオーディションでグランプリを獲得し、芸能界入り。
- aikoのシングル『プラマイ』MVに出演。
- 2016年、10月期日本テレビ系水曜ドラマ『地味にスゴイ! 校閲ガール・河野悦子』に出演し、俳優デビュー。
- 2017年、1月28日公開映画『キセキ -あの日のソビト-』で映画初出演し、劇中でGReeeeNの前身となるユニットであるグリーンボーイズ名義でCDデビュー。同年、CM『新潟米新之助「お待たせしました。新之助です。」』に出演し、イメージキャラクターに起用。
- 2018年、3月23日に地域限定放送で、九州朝日放送が制作・放送されたドラマ『福岡恋愛白書13「キミの世界の向こう側」』にてテレビドラマ初主演。
- 2019年、7月期MBS・TBS系ドラマイズム『スカム』で連続ドラマ初主演[1]。同年11月29日公開映画『羊とオオカミの恋と殺人』にて福原遥とダブル主演を務め、映画初主演[2]。同年、雑誌『FINEBOYS』12月号をもって専属モデルを卒業した。
- 2020年、10月18日に放送されたテレビアニメ『アニ×パラ〜あなたのヒーローは誰ですか〜』episode11にて飯豊まりえとダブル主演を務め、声優初挑戦[3]。

- 2021年、6月7日から7月4日まで東京公演としてBunkamuraシアターコクーン・7月9日から18日まで京都公演として京都劇場にて上演が行われた舞台『夜への長い旅路』で舞台初出演[4]。
- 2023年、『どうする家康』で榊原康政役として出演し、NHK大河ドラマ初出演[5]。同年7月期フジテレビ系水10ドラマ『ばらかもん』でゴールデンプライムタイムの連続ドラマ初主演[6]。
- 2024年、美的 ベストビューティマン賞 2024を受賞した[7]。

## 人物
- 学歴は千葉県立佐倉高校卒業、法政大学[8]中退。数学も物理も苦手だったが、高校では友達に合わせて理系を選択した[9]。大学受験は、学校から「国公立大や有名私大以外は認めない」という無言の圧力があり、仕方なくセンター試験も受けたが、結果は全滅した[9]。学校にも塾にも内緒で受けた法政大学の社会学部だけ合格した[9]。しかし「特別やりたいことがあって選んだわけではないので、4年後にまた就活で行きたくもない企業にエントリーシートを何十枚も書くのかと思ったら嫌になり、もういい加減、やりたいことをちゃんとやろうと思って中退した」という[9]。
- 弟がいる。幼い頃からバスケットボールをしており、高校まで続けた。
- 仲がいい俳優に磯村勇斗、山田裕貴をあげている[10]。
- 事務所の先輩である松坂桃李に憧れ、オーディションを受けたことをのちにラジオで語っている。またある時は草彅剛、ある時は渡辺謙に憧れていたという[9]。
- 俳優デビューしてからは真っ直ぐ、素直、元気な男子という役どころが強かったが、『花にけだもの』では天性のモテ男という役柄に挑戦した。同ドラマでは撮影現場を年長者としてまとめた[11]。

## 出演
- 主演のものは太字で表示

### テレビドラマ
- 地味にスゴイ! 校閲ガール・河野悦子（2016年10月5日 - 12月7日、日本テレビ） - 正宗信喜 役
  - 地味にスゴイ!DX 校閲ガール・河野悦子（2017年9月20日）
- 嘘の戦争（2017年1月10日 - 3月14日、関西テレビ・フジテレビ） - 三井研治 役
- 感情8号線 第1話・第5話・第6話（2017年1月15日・2月12日・19日、フジテレビTWO） - 公太 役
- 兄に愛されすぎて困ってます（2017年4月13日 - 5月11日、日本テレビ） - 芹川国光 役[12]
- 世にも奇妙な物語 '17春の特別編「夢男」（2017年4月29日、フジテレビ） - ダイチ 役[13]
- ゆとりですがなにか 純米吟醸純情編（2017年7月2日・9日、日本テレビ） - 佐倉悦子の彼氏 役
- ウチの夫は仕事ができない 第5話（2017年8月5日、日本テレビ） - 正宗信人 役
- 青い鳥なんて（2017年10月22日、フジテレビTWO、第4回「ドラマ甲子園」受賞作） - 関谷紘一 役[14]
- 福岡恋愛白書13「キミの世界の向こう側」（2018年3月23日、九州朝日放送） - 主演・村上蒼太 役
- グッドモーニング・コール our campus days（2018年4月18日 - 6月27日 、フジテレビ） - 夏目柊 役[15][注釈 1]
- 花にけだもの（フジテレビ） - 柿木園豹 役[注釈 1]
  - 花にけだもの（2018年4月23日 - 6月25日）
  - 花にけだもの〜Second  Season〜（2019年8月27日 - 9月14日）[16]
- やれたかも委員会 エピソード5「後日編」（2018年5月28日、毎日放送） - 澤部わたる 役
- 覚悟はいいかそこの女子。 第1話（2018年6月25日、毎日放送） - 内藤冬馬 役
- ゼロ 一獲千金ゲーム（2018年7月15日 - 9月16日、日本テレビ） - 早乙女スナオ 役[17]
- 大恋愛〜僕を忘れる君と（2018年10月12日 - 12月14日、TBS） - 小川翔太 役[18]
- 新しい王様 Season1（2019年1月8日 - 17日、TBS） - コウシロウ 役[19]
- スキャンダル専門弁護士 QUEEN 第6話（2019年2月14日、フジテレビ） - 若月礼二 役
- ミストレス〜女たちの秘密〜（2019年4月19日 - 6月21日、NHK総合） - 木戸貴志 役
- スカム（2019年7月1日 - 8月26日、毎日放送 / 7月3日 - 8月28日、TBS） - 主演・草野誠実 役[1]
- 俺の話は長い（2019年10月12日 - 12月14日、日本テレビ） - 駒野海星 役[20]
  - 俺の話は長い 〜2025・春〜（2025年3月30日・4月6日、日本テレビ）[21]
- 山本周五郎ドラマ さぶ（2020年1月11日、NHK BSプレミアム） - 主演・栄二 役[22][23]
- ホームルーム 最終回（2020年3月26日、毎日放送）[24]
- ハケンの品格（2020）（2020年6月17日 - 8月5日、日本テレビ） - 井手裕太郎 役[25]
- 必殺仕事人2020（2020年6月28日、テレビ朝日） - 田上新之丞 役[26]
- 教場II（2021年1月3日・4日、フジテレビ） - 比嘉太偉智 役[27]
- バイプレイヤーズ 〜名脇役の森の100日間〜 第1話（2021年1月9日、テレビ東京） - 杉野遥亮（本人）役[28]
- 直ちゃんシリーズ（テレビ東京） - 主演・直ちゃん 役
  - 直ちゃんは小学三年生（2021年1月9日 - 2月13日）[29]
  - 直ちゃんは小学五年生（2022年10月6日・13日）[30]
- アプリで恋する20の条件（2021年1月10日、日本テレビ） - 長谷川誠 役[31]
- 東京怪奇酒（2021年2月20日 - 3月27日、テレビ東京） - 主演・杉野遥亮 （本人）役[32]
- 特集ドラマ いないかもしれない（2021年3月29日、NHK総合） - 吉岡宏 役[33]
- ショートショート劇場『こころのフフフ』第1話「袖サロン」（2021年8月15日、WOWOW） - 狩須昌人 役[34]
- 恋です！〜ヤンキー君と白杖ガール〜（2021年10月6日 - 12月15日、日本テレビ） - 黒川森生 役[35]
- 妻、小学生になる。 第3話 - 最終話（2022年2月4日 - 3月25日、TBS） - 愛川蓮司 役[注釈 2][36]
- ユニコーンに乗って（2022年7月5日 - 9月6日、TBS） - 須崎功 役[37][38]
- 僕の姉ちゃん（2022年7月28日 - 9月29日、テレビ東京） - 白井順平 役[39]
- 誰も知らない明石家さんま「明石家さんまVS萩本欽一～若き日のさんまが伝説の男に挑んだちょっぴり過激なお笑い戦争～」（2022年11月20日、日本テレビ） - 主演・明石家さんま 役[40]
- 大河ドラマ どうする家康 第2回 - 第44回・最終回（2023年1月15日 - 11月19日・12月17日、NHK総合） - 榊原康政 役[41][42][5]
- 罠の戦争（2023年1月16日 - 3月27日、関西テレビ・フジテレビ） - 蛯沢眞人 役[43]
- ばらかもん（2023年7月12日 - 9月20日、フジテレビ） - 主演・半田清舟 役[6][44]
- 生きとし生けるもの（2024年5月6日、テレビ東京） - 吉岡薫 役[45]
- マウンテンドクター（2024年7月8日 - 9月16日、関西テレビ・フジテレビ） - 主演・宮本歩 役[46][47]
- 磯部磯兵衛物語〜浮世はつらいよ〜（2024年7月12日 - 9月13日、WOWOW） - 主演・磯部磯兵衛 役[48][49]
- オクラ〜迷宮入り事件捜査〜（2024年10月8日 - 12月17日、フジテレビ） - 主演・不破利己 役[50][注釈 3]
- 永遠についての証明（2025年3月20日、NHK BS8K） - 主演・三ツ矢瞭司 役[51]
- しあわせな結婚（2025年7月17日 - 、テレビ朝日） - 黒川竜司 役[52]

### ウェブドラマ
- 民王番外編 秘書貝原と6人の怪しい客 第6話（2016年5月27日、ビデオパス・テレ朝動画）
- 地味にスゴイ! 校閲ガール・河野悦子…がいない水曜日（2016年11月30日・12月14日、Hulu） - 研修医・警察官 役
- 東京アリス（2017年8月25日 - 、全12話、Amazonプライム・ビデオ） - 泉温斗 役[53]
- グッドモーニング・コール our campus days（2017年9月22日 - 、全10話、FOD・Netflix） - 夏目柊 役[15]
- 花にけだもの（2017年10月30日 - 2018年1月1日、dTV・FOD） - 柿木園豹 役[54]
  - 花にけだもの〜Second Season〜（2019年3月23日 - 5月11日、全5話、dTV・FOD） - 柿木園豹 役
- 新しい王様 Season2（2019年1月18日 - 3月14日、Paravi） - コウシロウ 役
- 僕の姉ちゃん（2021年9月24日 - 、Amazonプライム・ビデオ） - 白井順平 役[39]
- 365オーディオドラマ『今日もツいてる！』 （2021年1月1日 - 、TopCoatLand） - 主演・秋野悠介 役
- 黒川森生、アルバイト探してますっ！（2021年11月10日・11月24日・12月8日、Hulu）-主演・黒川森生 役
- 海星のクラッチ日誌（2025年3月30日・4月6日〈予定〉、Hulu） - 主演・駒野海星 役[55]

### バラエティ
- 痛快TV スカッとジャパン
  - 胸キュンスカッと「卒業アルバムのメッセージ」（2018年3月19日、フジテレビ） - 的場真悟 役
- ヒルナンデス!
  - 金曜日シーズンレギュラー（2019年10月4日 - 11月29日、日本テレビ）[56]
- ゴールデンまなびウィーク（2020年4月29日 - 5月6日、日本テレビ） - 塾生代表
- run for money 逃走中（2020年10月11日・2021年1月2日、フジテレビ）
- めざましテレビ（2021年5月、フジテレビ） - 2021年5月度マンスリーエンタメプレゼンター
- 発県！くらべる学校百景（2022年7月6日、2023年8月19日、NHK総合） - MC
- ロコだけが知っている（2023年1月18日、NHK総合）
- ごきげんライフスタイル よ～いドン!（2023年3月27日、関西テレビ）
- さよなら大好きな場所（2024年4月5日、テレビ朝日）
- 出川哲朗の充電させてもらえませんか? -「紀伊半島縦断119キロ!」（2024年5月4日、テレビ東京）- ゲストライダー（後半）
- 帰れマンデー 夏の北海道SP（2025年8月11日、テレビ朝日）

### 紀行番組
- チョイ住み（2020年5月16日、NHK BSプレミアム） - スペイン・バルセロナ編、蝶野正洋と現地のアパートにて7日間共同生活。

### 映画
- キセキ -あの日のソビト-（2017年1月28日、東映） - SOH（ソウ） 役[57]
- 兄に愛されすぎて困ってます（2017年6月30日、松竹） - 芹川国光 役[58]
- 覆面系ノイズ（2017年11月25日、松竹） - 悠埜佳斗（ハルヨシ） 役[59]
- きらきら眼鏡（2018年9月15日、S・D・P） - 小山田孝之 役[60]
- あのコの、トリコ。（2018年10月5日、ショウゲート） - 東條昴 役[61]
- 春待つ僕ら（2018年12月14日、ワーナー・ブラザース映画） - 多田竜二 役[62]
- L♡DK ひとつ屋根の下、「スキ」がふたつ。（2019年3月21日、東映）- 久我山柊聖 役[63]
- 居眠り磐音（2019年5月17日、松竹） - 河出慎之輔 役
- 羊とオオカミの恋と殺人（2019年11月29日、プレシディオ） - 主演・黒須越郎 役[2][注釈 4]
- 水上のフライト（2020年11月13日、KADOKAWA） - 加賀颯太 役[64]
- バイプレイヤーズ 〜もしも100人の名脇役が映画を作ったら〜（2021年4月9日、東宝） - 杉野遥亮 役[65][66]
- 東京リベンジャーズシリーズ（ワーナー・ブラザース映画） - 橘ナオト 役
  - 東京リベンジャーズ（2021年7月9日）[67]
  - 東京リベンジャーズ2 血のハロウィン編 -運命-（2023年4月21日）[68]
  - 東京リベンジャーズ2 血のハロウィン編 -決戦-（2023年6月30日）[68]
- やがて海へと届く（2022年4月1日、ビターズ・エンド） - 遠野敦 役[69]
- バイオレンスアクション（2022年8月19日、ソニー・ピクチャーズ エンタテインメント） - テラノ 役[70]
- 風の奏の君へ（2024年6月7日、ナカチカピクチャーズ） - 真中渓哉 役[71][72]
- ストロベリームーン 余命半年の恋（2025年10月17日公開予定、松竹） - 13年後の佐藤日向 役[73][74]

### 舞台
- 夜への長い旅路（2021年6月7日 - 7月4日、東京公演：Bunkamuraシアターコクーン / 京都公演：7月9日 - 18日、京都劇場）
- シッダールタ（2025年11月15日 - 12月27日〈予定〉、東京公演：世田谷パブリックシアター / 2026年1月〈予定〉、兵庫公演：兵庫県立芸術文化センター 阪急中ホール）[75]

### ラジオ
- 杉野遥亮の「今度は長ズボン」（2020年12月24日 - 2021年3月25日、AuDee）[76]
- 杉野遥亮の今夜もオフトークsupported by SOYBIO豆乳ヨーグルト（2021年10月5日 - 2024年3月26日、TOKYO FM）

### テレビアニメ
- アニ×パラ〜あなたのヒーローは誰ですか〜 episode11（2020年10月18日） - 主演・森佳樹 役[3][注釈 5]

### ミュージックビデオ
- aiko「プラマイ」（2015年11月18日）
- TAOTAK「Anniversary」（2018年11月16日）
- go!go!vanillas「パラノーマルワンダーワールド」（2019年5月15日）
- amazarashi「未来になれなかったあの夜に」（2019年11月20日）
- 上白石萌音×内澤崇仁（androp）「ハッピーエンド」（2020年12月23日）

### 雑誌
- FINEBOYS（2015年12月号 - 2019年12月号、日之出出版） - 専属モデル

### CM
- 集英社文庫 ナツイチ2016 スペシャルムービー「世界変わるぜ」
- AZUL BY MOUSSY（2017年4月22日 - ）[77]
- グンゼ「BODY WILD」（2017年7月 - 2018年12月）
- 新之助「お待たせしました。新之助です。」（2017年10月12日 - 、関東エリアと新潟エリアにてオンエア）[78]
- 花王 アタックZERO（2019年4月1日 - ）[79]
- ブルボン
  - 「アルフォート」（2020年 - ）
  - ブルボンビスケット王朝 三つの王家の戦いキャンペーン（2022年2月 - ）[80]
- 資生堂「AQUALABEL」（2022年3月 - ）[81]
- ポッカサッポロフード&ビバレッジ「SOYBIO」（2023年4月 - ）[82]
- ほっかほっか亭（2024年11月 - ）[83]

## 作品

### シングル
- グリーンボーイズ「グリーンボーイズ」（2017年1月24日、ESCL-4807〜4808 / ESCL-4809） - 映画『キセキ -あの日のソビト-』から誕生したグループ[84]。
- in No hurry to shout;「Close to me」（2017年11月15日、SRCL-9562〜9563 / SRCL-9564） - 映画『覆面系ノイズ』に登場するバンド[85]。

### 写真集
- あくび（2018年3月30日、ワニブックス）ISBN 978-4-8470-4994-1
- スギノート（2019年12月19日、学研プラス）ISBN 978-4-05-406758-5
- 8 （2022年9月22日、ワニブックス) ISBN 978-4847084423